# Frieda Otto
Frieda Otto (* 15. Mai 1911 in Kiel; † 28. April 1985 in Kiel) war eine deutsche Bibliothekarin.

## Leben
Frieda Otto studierte Wirtschaftswissenschaften und wurde 1957 an der Universität promoviert. In ihrer Dissertation behandelte sie „Neuere Entwicklungstendenzen im bundesstaatlichen Finanzausgleich“. Anschließend wurde sie Sekretariatsleiterin und wissenschaftliche Assistentin bei Wilhelm Gülich. In der von ihm gegründeten Bibliothek des Instituts für Weltwirtschaft an der Universität Kiel wurde sie wissenschaftliche Referentin und 1960 Gülichs Nachfolgerin im Beirat der Arbeitsgemeinschaft der Spezialbibliotheken. In zahlreichen Vorträgen im In- und Ausland trug sie zur Reputation der späteren Zentralbibliothek der Wirtschaftswissenschaften bei und widmete einen Großteil ihrer Aktivitäten dem Typus der Spezialbibliothek. Sie arbeitete an den Kieler Schrifttumskunden zu Wirtschaft und Gesellschaft mit sowie im Normenausschuss Bibliotheks- und Dokumentationswesen des DIN und in der Kommission für Zeitungsfragen des Vereins Deutscher Bibliothekare. Auch in der internationalen Vereinigung der Bibliothekare, der International Federation of Library Associations and Institutions (IFLA), engagierte sie sich für die Spezialbibliotheken. Hier übernahm sie auch die Redaktion der Zeitschrift Inspel, der Zeitschrift der Sektion Spezialbibliotheken der IFLA. Frieda Otto wurde aufgrund ihrer Verdienste zum Ehrenmitglied der Arbeitsgemeinschaft der Spezialbibliotheken ernannt.

## Werke (Auswahl)
- Neuere Entwicklungstendenzen im bundesstaatlichen Finanzausgleich, Bibliothek des Instituts für Weltwirtschaft, Kiel 1958. (Frankfurt, Wirtsch.- u. sozialwiss. Fakultät, Diss. v. 30. Jan. 1957).
- Die Bedeutung und Erschliessung des ausserhalb des Buchhandels erscheinenden Schrifttums. In: Bericht über die 7. Tagung / Arbeitsgemeinschaft der Technisch-Wissenschaftlichen Bibliotheken, 1958, S. 106–120.
- Wilhelm Gülich. In: Die öffentliche Verwaltung: DÖV, Bd. 13, 1960, 12, S. 459.
- Wilhelm Gülich zum Gedenken. In: Zeitschrift für Bibliothekswesen und Bibliographie, Bd. 7, 1960, 2, S. 179–184.
- Die Spezialbibliothek als Grundlage sozialwissenschaftlicher Forschung. In: Bericht über die 9. Tagung / Arbeitsgemeinschaft der Spezialbibliotheken, 1963, S. 74–88.
- 10. Arbeitstagung der Arbeitsgemeinschaft der Spezialbibliotheken. In: Zeitschrift für Bibliothekswesen und Bibliographie, Bd. 12, 1965, 4, S. 262–263.
- Gühlich, Wilhelm Johannes Daniel Otto, 7.6.1895–15.4.1960. In: Neue Deutsche Biographie, Bd. 7, Berlin: Duncker & Humblot 1966, S. 256–257 (auch online).
- Zentrale Katalogisierung für Spezialbibliotheken. In: Bericht über die 11. Tagung / Arbeitsgemeinschaft der Spezialbibliotheken, 1967, S. 113–125.
- Bibliographie wirtschafts- und sozialwissenschaftlicher Bibliographien: Zugänge der Bibliothek des Instituts für Weltwirtschaft, Kiel, in den Jahren 1962 bis 1967, Kiel: Inst. für Weltwirtschaft, Bibliothek 1968.
- Zentrale Katalogisierung für Spezialbibliotheken: Vortrag. In: Nachrichten für Dokumentation: nfd, Bd. 19, 1968, 1/2, S. 19–23.
- Leihverkehrsprobleme der Spezialbibliotheken. In: Bericht über die 12. Tagung / Arbeitsgemeinschaft der Spezialbibliotheken, 1969, S. 189–205.
- Protokoll der Tagung der Sektion Spezialbibliotheken der International Federation of Library Associations am 26. und 27. August 1969. In: Inspel: international journal of special libraries, Bd. 5, 1970, 1, S. 2–4.
- Bericht über die Sitzungen der Sektion Spezialbibliotheken anlässlich der 36. Generalversammlung der IFLA, am 1. u. 2. September 1970. In: Inspel: international journal of special libraries, Bd. 5, 1970, 3/4, S. 50–53.
- Die Arbeit der Section of Special Libraries der IFLA und ihre Bedeutung für die deutschen Spezialbibliotheken. In: Bericht über die 13. Tagung / Arbeitsgemeinschaft der Spezialbibliotheken, 1971, S. 173–187.
- Erfahrungen mit zentraler Katalogisierung in wirtschafts- und sozialwissenschaftlichen Bibliotheken. In: Inspel: international journal of special libraries, Bd. 6, 1971, 3/4, S. 89–92.
- Die Zentralbibliothek der Wirtschaftswissenschaften, Bibliothek des "Instituts für Weltwirtschaft", Kiel. In: Buch und Bibliothek: BuB, Bd. 24, 1972, 5, S. 539–542.
- Forschungsgrundlagen der Wirtschafts- und Sozialwissenschaften. In: Inspel: international journal of special libraries, Bd. 8, 1973, 2, S. 24–29.
- Die Arbeit der Section of Special Libraries in der International Federation of Library Associations 1971 bis 1973. In: Bericht über die 14. Tagung / Arbeitsgemeinschaft der Spezialbibliotheken, 1974, S. 145–154.
- Spezialbibliotheken und Bibliotheksplan 1973: Material für die Podiumsdiskussion zum Thema "Bibliotheksplan und Bibliothekspolitik; zur Realisierung des Bibliotheksplans" anlässlich des Bibliothekskongresses 1973 in Hamburg am 14.6.1973. In: Bericht über die 14. Tagung / Arbeitsgemeinschaft der Spezialbibliotheken, 1974, S. 9–19.
- Spezialbibliothek und Bibliographie. In: Inspel: international journal of special libraries, Bd. 9, 1974, 1/2, S. 6–15.
- Das Katalogsystem der Bibliothek des Instituts für Weltwirtschaft, Kiel, und seine Wirkung nach aussen. In: Information und Dokumentation im behördlichen Bereich: Kurt Georg Wernicke zum 65. Geburtstag, Karlsruhe: Arbeitsgemeinschaft der Parlaments- u. Behördenbibliotheken 1974, S. 185–206.
- Die Erschliessung des Zeitungsinhalts. In: Zeitung und Bibliothek: ein Wegweiser zu Sammlungen und Literatur, Pullach bei München: Verl. Dokumentation 1974, ISBN 3-7940-3054-0, S. 77–82.
- Bibliographie wirtschafts- und sozialwissenschaftlicher Bibliographien: Zugänge der Bibliothek des Instituts für Weltwirtschaft, Kiel, in den Jahren 1968 bis 1973, Kiel: Inst. für Weltwirtschaft., Bibliothek 1975 (Bibliographie wirtschafts- und sozialwissenschaftlicher Bibliographien; 2.1968/73) (Kieler Schrifttumskunden zu Wirtschaft und Gesellschaft; 20)
- Special libraries and Library Plan 1973. In: Inspel: international journal of special libraries, Bd. 10, 1975, 1/2, S. 48–60.
- Einheitsklassifikation. In: Bibliotheksdienst, 1975, 5, S. 265–271.
- Zentrale Fachbibliotheken in der Bibliotheksplanung. In: Inspel: international journal of special libraries, Bd. 11, 1976, 4, S. 157–163.
- Internationale Probleme der Spezialbibliotheken. In: Buch und Bibliothek: BuB, Bd. 28, 1976, 5, S. 402–404.
- Zusammenarbeit moderner Bibliotheken im Rahmen des Bibliotheksplans 1973. In: Bibliothek und Buch in Geschichte und Gegenwart: Festgabe für Friedrich Adolf Schmidt-Künsemüller zum 65. Geburtstag am 30. Dez. 1975, München: Verl. Dokumentation 1976, ISBN 3-7940-3311-6, S. 258–275.
- Amtsdruckschriften in den Vereinigten Staaten, in Grossbritannien, in Frankreich und ihre Erwerbung und Erschliessung in der Bibliothek des Instituts für Weltwirtschaft in Kiel. In: Ausländische Amtsdruckschriften: Fortbildungsveranstaltung veranstaltet von Bibliothekar-Lehrinstitut des Landes Nordrhein-Westfalen am 17. Oktober 1977, Bonn: Bibliothek des Dt. Bundestages 1977, S. 3–22.
- Wirtschafts- und sozialwissenschaftliche Bibliotheken im Deutschen Reich und in der Bundesrepublik Deutschland: Entwicklung und Stand. In: Inspel: international journal of special libraries, Bd. 12, 1977, 3, S. 125–142.
- Spezialbibliotheken in Deutschland. In: I. F. L. A. 50th anniversary 1977, Sept. 3 to 10, Bd. 4, Brussels 1977, S. 1–29.
- Spezialbibliotheken in Deutschland. In: Inspel: international journal of special libraries, Bd. 12, 1977, 4, S. 163–190.
- DIN 1525: die deutsche Norm für "Bibliographische Beschreibung". In: Inspel: international journal of special libraries, Bd. 12, 1977, 2, S. 20–34.
- Dokumentarische Grundlagen wirtschaftspolitischen und wirtschaftspraktischen Handelns: Bibliotheken der Industrie- und Handelskammern. In: Bibliotheksarbeit für Parlamente und Behörden: Festschrift zum 25jährigen Bestehen der Arbeitsgemeinschaft der Parlaments- und Behördenbibliotheken, München [u. a.]: Saur 1980, ISBN 3-598-10125-2, S. 88–100.